# Chorense e Monte
Chorense e Monte (llamada oficialmente União das Freguesias de Chorense e Monte) es una freguesia portuguesa del municipio de Terras de Bouro, distrito de Braga.

## Historia
Fue creada el 28 de enero de 2013 en aplicación de una resolución de la Asamblea de la República de Portugal promulgada el 16 de enero de 2013 con la unión de las freguesias de Chorense y Monte, pasando su sede a estar situada en la antigua freguesia de Chorense.

## Demografía
| Gráfica de evolución demográfica de Chorense e Monte entre 2011 y 2021 |
|                                                                        |
| Datos según el nomenclátor publicado por el INE portugués.             |